# Chi Nguyệt quế
Chi Nguyệt quế (danh pháp khoa học: Laurus) là một chi của các cây thân gỗ thường xanh thuộc về họ Nguyệt quế (Lauraceae). Chi này bao gồm hai loài, trong đó các đặc trưng cơ bản để phân biệt chúng thường bị chồng lên nhau (Mabberley 1997).
- Laurus azorica (Seub.) Franco, từ đồng nghĩa L. canariensis Webb & Berth. Được biết đến với tên gọi nguyệt quế Azores hay theo tên gọi trong tiếng Bồ Đào Nha là Louro, Loureiro, Louro-da-terra, Louro-de-cheiro, nó là loài cây bản địa cả các rừng nguyệt quế cận nhiệt đới ẩm ướt của khu vực Açores và quần đảo Madeira cũng như có mặt tại Maroc.
- Laurus nobilis L. (loài điển hình của chi Laurus)[1], được biết đến như là nguyệt quế thực thụ, hay nguyệt quế Hy Lạp, nó là nguồn cung cấp một loại gia vị là lá nguyệt quế. Nó cũng là nguồn để làm các vòng nguyệt quế của người Hy Lạp cổ đại. Nó phân bổ trong khu vực dọc theo bờ biển của Địa Trung Hải từ Tây Ban Nha tới Hy Lạp.

Các hóa thạch có niên đại từ trước các thời kỳ băng hà gần đây cho thấy các loài thuộc chi Laurus trước kia đã từng phân bổ rộng hơn xung quanh khu vực Địa Trung Hải và Bắc Phi, khi mà khí hậu ẩm ướt và mát hơn so với ngày nay. Hiện nay người ta cho rằng sự khô hóa của lưu vực Địa Trung Hải trong các kỷ băng hà đã làm cho chi Laurus rút lui vào các khu vực khí hậu mát hơn, bao gồm miền nam Tây Ban Nha và các đảo thuộc Macaronesia. Với sự kết thúc của kỷ băng hà cuối cùng, L. nobilis đã phần nào phục hồi được khu vực phân bổ trước đây của nó xung quanh Địa Trung Hải.
Nghiên cứu gần đây cho thấy các loại cây được phân loại là L. nobilis ở khu vực miền bắc Tây Ban Nha lại chia sẻ nhiều sự tương đồng về mặt di truyền và hình thái với L. azorica hơn là đối với quần thể L. nobilis có nguồn gốc ở Pháp và Ý (Arroyo-Garcia và những người khác 2001).